# Тунелно дърво
1. пренасочване Дърво с тунел